# Campeonato Mundial de Luge de 2017
El XLVII Campeonato Mundial de Luge se celebró en Igls (Austria) entre el 27 y el 29 de enero de 2017 bajo la organización de la Federación Internacional de Luge (FIL) y la Federación Austríaca de Luge.
Las competiciones se realizaron en el Canal Olímpico de Hielo de la localidad austríaca. Fueron disputadas 7 pruebas, 4 masculinas, 2 femeninas y una mixta.

## Medallistas
| Evento                                                  | Oro                                                                                    | Plata                                                                             | Bronce                                                                                     |
| ------------------------------------------------------- | -------------------------------------------------------------------------------------- | --------------------------------------------------------------------------------- | ------------------------------------------------------------------------------------------ |
| Masculino individual (29.01)                            | Wolfgang Kindl · Austria · 1:39,799                                                    | Roman Repilov · Rusia · 1:39,861                                                  | Dominik Fischnaller · Italia · 1:39,919                                                    |
| Masculino esprint (27.01)                               | Wolfgang Kindl · Austria · 32,467                                                      | Roman Repilov · Rusia · 32,479                                                    | Dominik Fischnaller · Italia · 32,590                                                      |
| Doble (28.01)                                           | Toni Eggert · Sascha Benecken · Alemania · 1:19,005                                    | Tobias Wendl · Tobias Arlt · Alemania · 1:19,211                                  | Robin Geueke · David Gamm · Alemania · 1:19,390                                            |
| Doble esprint (27.01)                                   | Tobias Wendl · Tobias Arlt · Alemania · 29,843                                         | Peter Penz · Georg Fischler · Austria · 29,949                                    | Toni Eggert · Sascha Benecken · Alemania · 29,956                                          |
| Femenino individual (28.01)                             | Tatjana Hüfner · Alemania · 1:19,712                                                   | Erin Hamlin Estados Unidos 1:19,925                                               | Kimberley McRae · Canadá · 1:19,952                                                        |
| Femenino esprint (27.01)                                | Erin Hamlin Estados Unidos 30,074                                                      | Martina Kocher · Suiza · 30,083                                                   | Tatjana Hüfner · Alemania · 30,084                                                         |
| Equipo mixto femenino ind. masculino ind. doble (29.01) | Alemania · Tatjana Hüfner · Johannes Ludwig · Toni Eggert · Sascha Benecken · 2:08,474 | Estados Unidos Erin Hamlin Tucker West Matthew Mortensen Jayson Terdiman 2:08,664 | Rusia · Tatiana Ivanova · Roman Repilov · Alexandr Denisiev · Vladislav Antonov · 2:08,984 |

## Medallero
| Núm. | País           | Oro | Plata | Bronce | Total |
| ---- | -------------- | --- | ----- | ------ | ----- |
| 1    | Alemania       | 4   | 1     | 3      | 8     |
| 2    | Austria        | 2   | 1     | 0      | 3     |
| 3    | Estados Unidos | 1   | 2     | 0      | 3     |
| 4    | Rusia          | 0   | 2     | 1      | 3     |
| 5    | Suiza          | 0   | 1     | 0      | 1     |
| 6    | Italia         | 0   | 0     | 2      | 2     |
| 7    | Canadá         | 0   | 0     | 1      | 1     |
|      | TOTAL          | 7   | 7     | 7      | 21    |